# After Hours (musikalbum)
Strange Weather är Glenn Freys sjätte studioalbum, utgivet i 8 maj 2012 på skivbolaget Hip-O. 
Albumet innehåller nyinspelningar av gamla slagdängor från 1940-talet och framåt. Detta är Glenn Frey första soloalbum på tjugo år.

## Låtlista
1. "For Sentimental Reasons"
2. "My Buddy"
3. "The Good Life"
4. "Route 66"
5. "The Shadow of Your Smile"
6. "Here's To Life"
7. "It's Too Soon To Know"
8. "Caroline No" (Brian Wilson)
9. "The Look of Love" (Burt Bacharach/Hal David)
10. "I'm Getting Old Before My Time"
11. "Worried Mind"
12. "I Wanna Be Around"
13. "Same Girl" (Randy Newman)
14. "After Hours"

Fotnot: Spår 3, 11 och 12 är bonusspår på specialutgåvan som säljs via amerikanska Amazon.